# Bracon mellitor
Bracon mellitor es una especie de insecto del género Bracon de la familia Braconidae del orden Hymenoptera.

Se encuentra en Norteamérica, desde Dakota del sur y Texas hacia el este. Se alimenta de muchas especies de coleópteros y lepidópteros.

## Historia
Fue descrita científicamente por primera vez en el año 1836 por Say.